# Liedjes van de Westhoek
Liedjes van de Westhoek is een album van Willem Vermandere uit 1968. Het was zijn eerste elpee. De plaat verscheen bij Decca. Op deze plaat en op de opvolger Langs de Schreve uit 1969 zette Vermandere teksten van de West-Vlaamse missionaris en kunstenaar Djoos Uytendaele en teksten van vriend en heemkundige Roger Rossy op muziek. Op de albums werden de dagelijkse dingen en de Westhoek bezongen. Het album bevatte nog geen echt geëngageerde nummers, die later Vermandere zouden typeren.

## Nummers
Kant 1
1. "Myn mensch'n van te lande"
2. "E boerelieke (Nor Hoazebroek e mertdag)"
3. "O mensch'n van myn Westhoek"
4. "Bacht'n de Kupe" (over Bachten de Kupe)
5. "De verlore zeune"
6. "Zilver'n brulofte"
7. "De vossemoere en de kraoievent (Le corbeau et le renard)"

Kant 2
1. "Bruloft van Kanna"
2. "Veurne" (over Veurne)
3. "Oel wezekan't drie"
4. "De zeemeerminne"
5. "Myn huus, myn linde, myn mensch'n"
6. "Hommel"
7. "Dromerie (Nu zit ik oed en versleten)"